# Daryl Halligan
Pour les articles homonymes, voir Halligan.

a Compétitions nationales et continentales officielles uniquement.

b Matchs officiels uniquement.
Daryl Halligan, né le 25 juillet 1966 dans le Waikato, Nouvelle-Zélande est un commentateur de rugby à XIII et un ancien joueur néo-zélandais de rugby à XIII. En club, il a joué pour les North Sydney Bears et pour les Canterbury Bulldogs, remportant le titre avec ces derniers en 1995. Il est international néo-zélandais de rugby à XIII. 
Avant de pratiquer le rugby à XIII, Halligan joua au XV pour Waikato. Darry Halligan fut un des meilleurs buteurs de l'histoire du championnat australien, avec un pourcentage de réussite de 80 % avec 855 buts réussis. Il marqua 2 034 points au cours de sa carrière. En particulier, il a marqué 80 essais et quatre drops. Halligan révolutionna la technique du coup de pied en utilisant un tee en plastique pour ses tentatives de transformation.
Aujourd'hui, Halligan est commentateur sur la chaîne Sky Network Television en Nouvelle-Zélande.